# William Henry Cunningham
Sir William Henry Cunningham, novozelandski general, pisatelj in odvetnik, * 24. september 1883, † 20. april 1959.